# Abarema adenophora
Abarema adenophora là một loài thực vật có hoa thuộc họ Đậu. Đây là loài bản địa của Bắc Nam Mỹ, Costa Rica, và Nicaragua.